# Zygoballus remotus
Zygoballus remotus är en spindelart som beskrevs av George William Peckham och Elizabeth Maria Gifford Peckham 1896. Zygoballus remotus ingår i släktet Zygoballus och familjen hoppspindlar. Inga underarter finns listade i Catalogue of Life.

## Bildgalleri

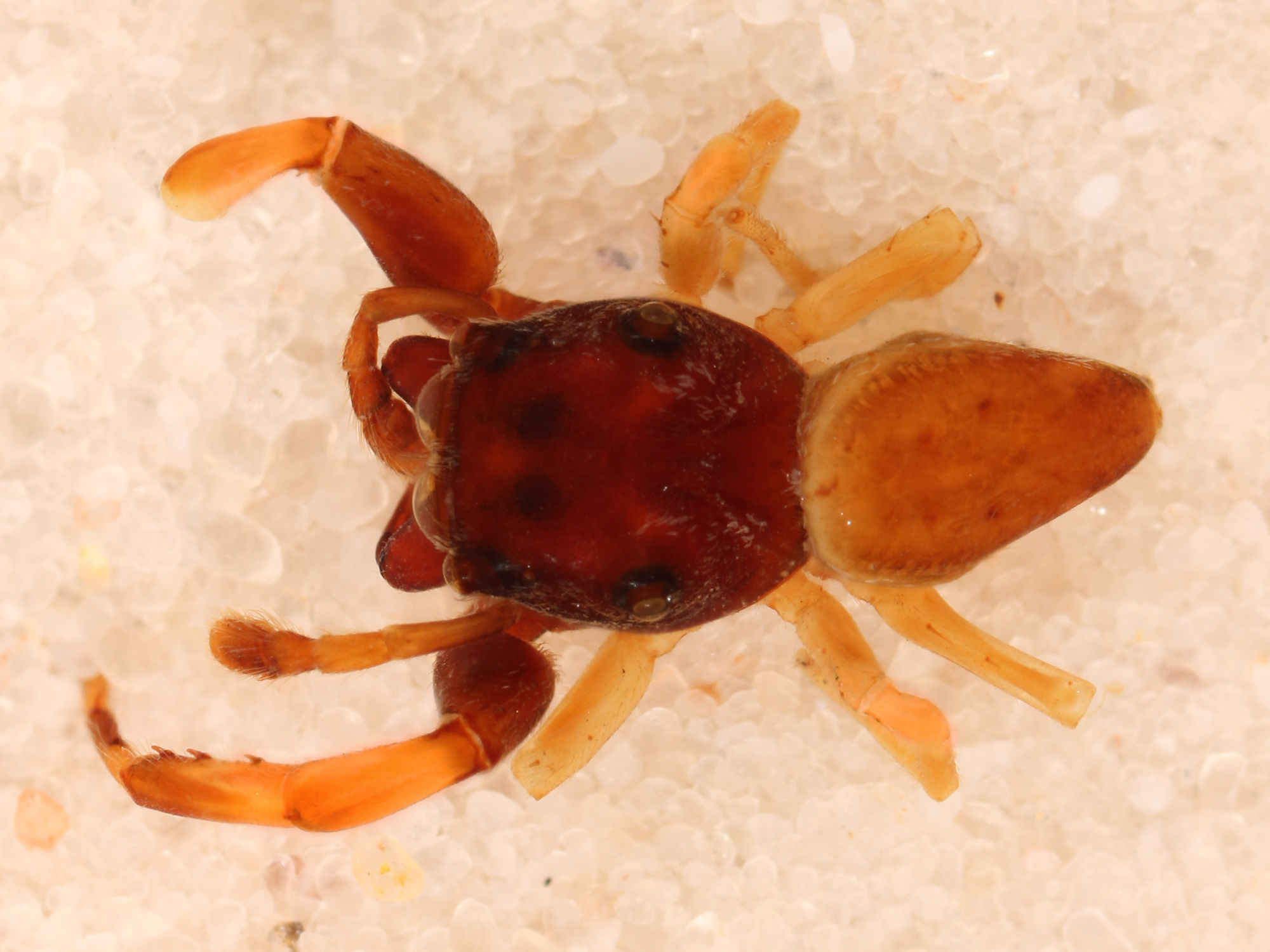
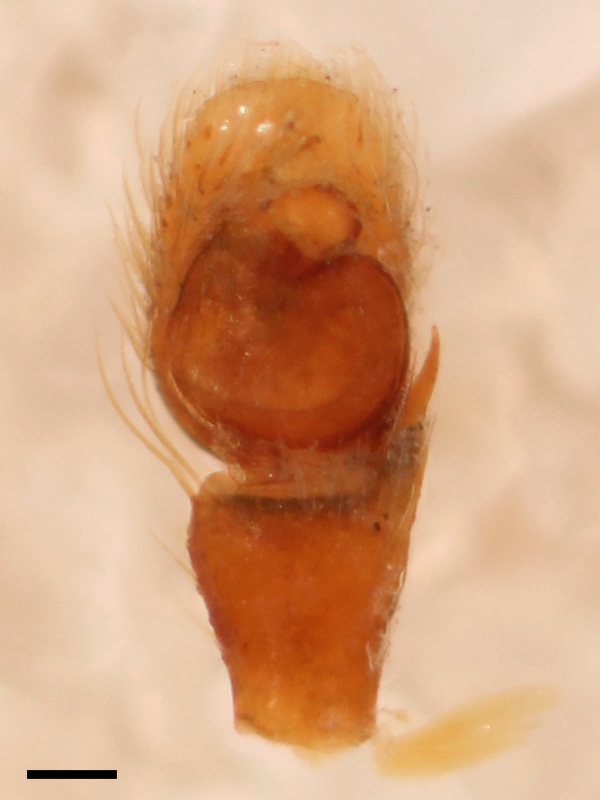
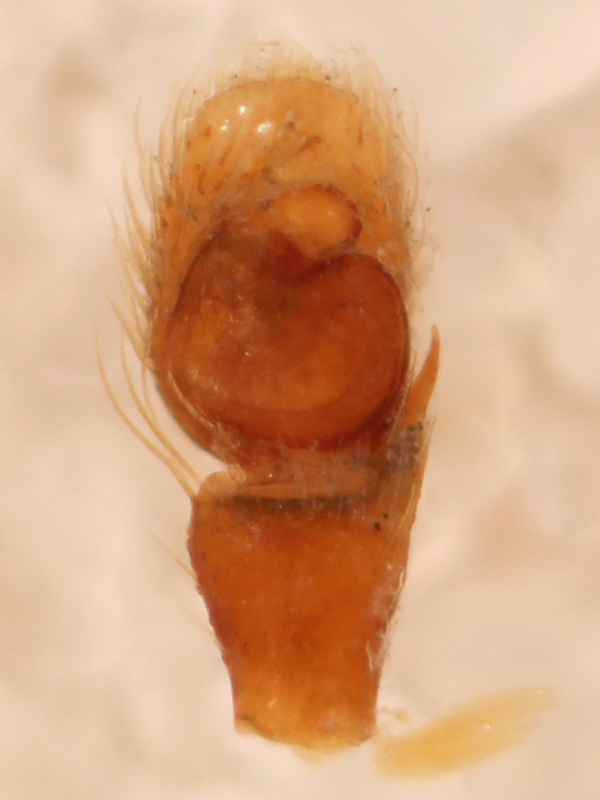
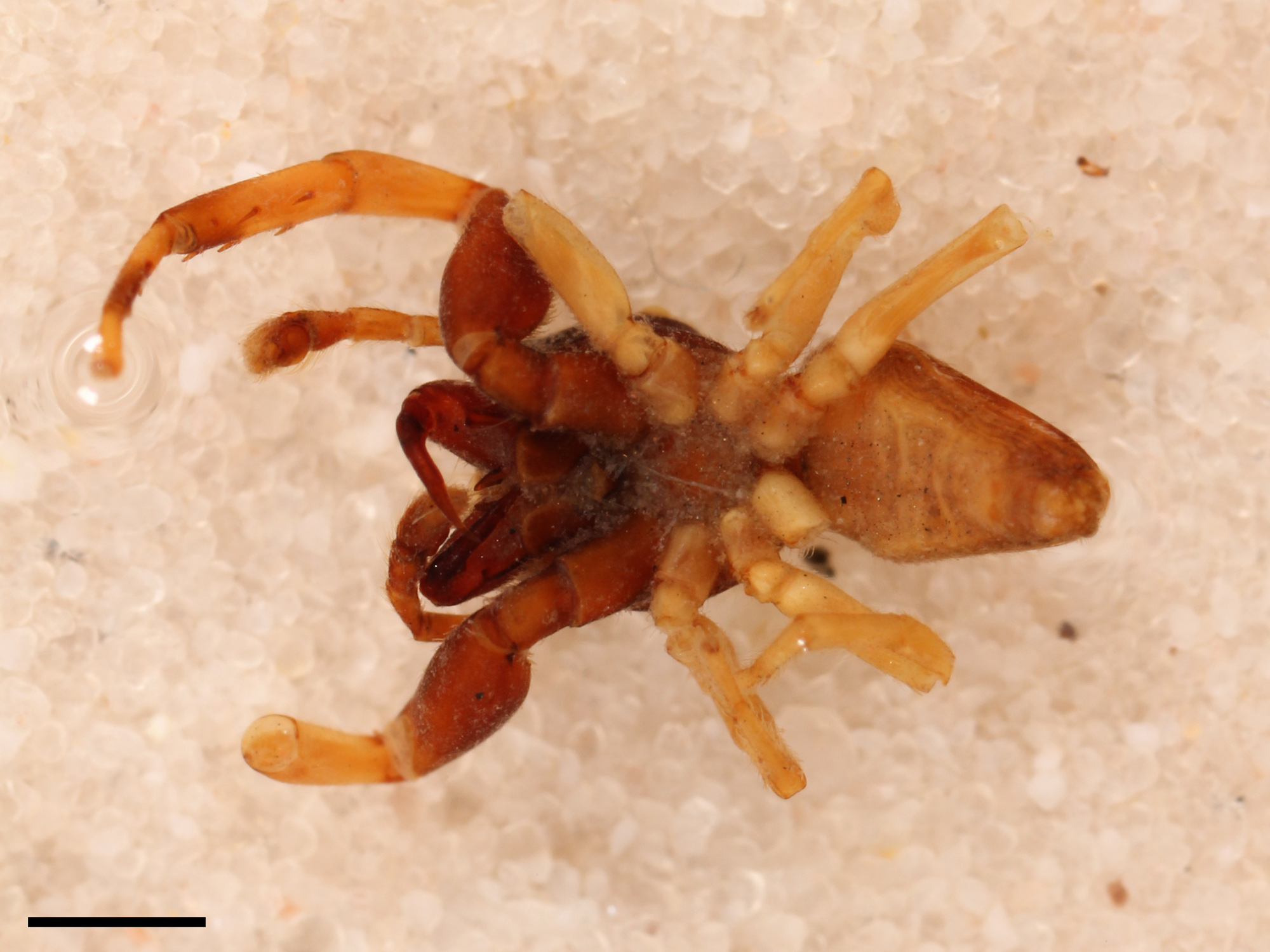
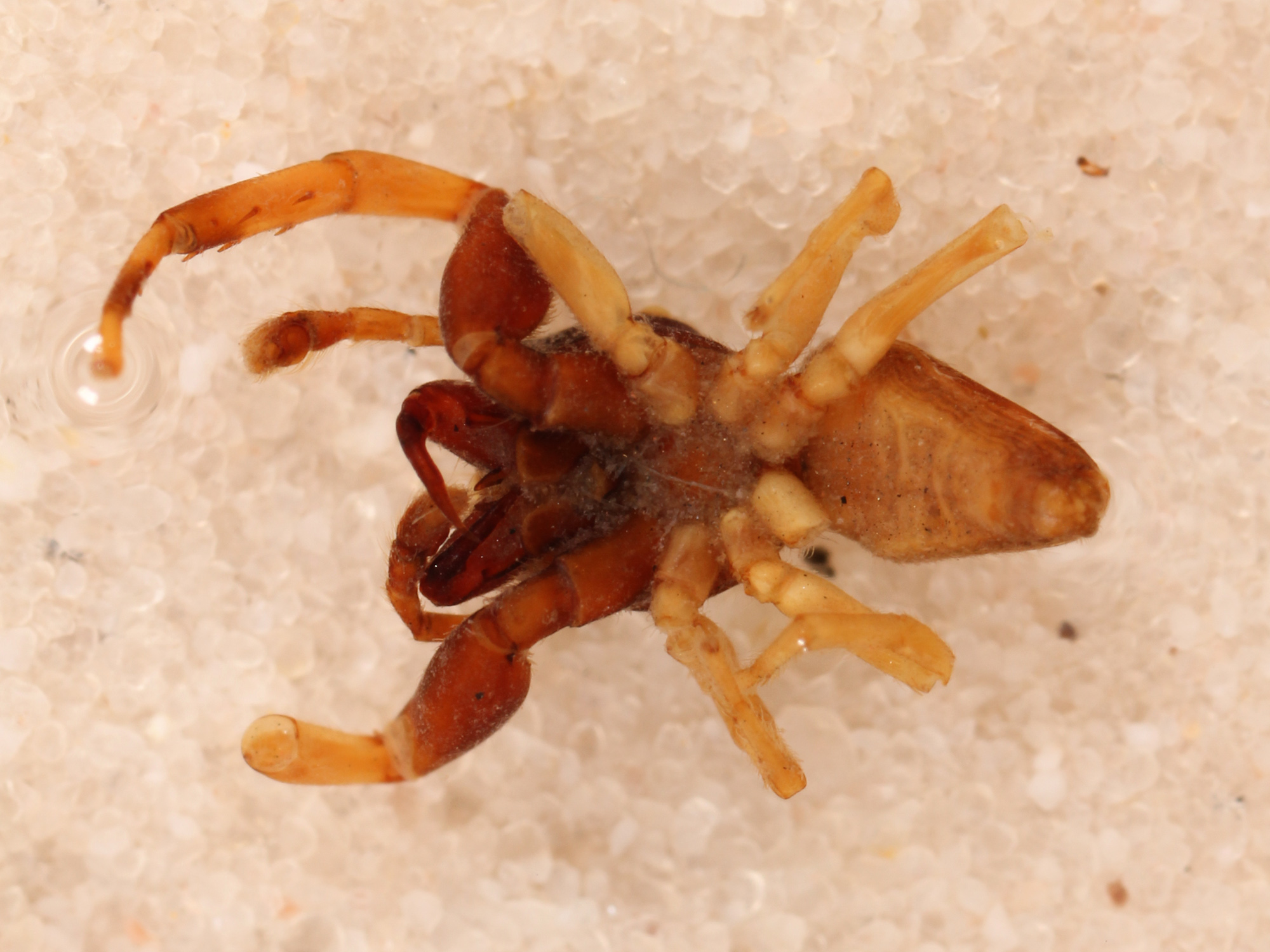